# Johann Albrecht von Mandelslo

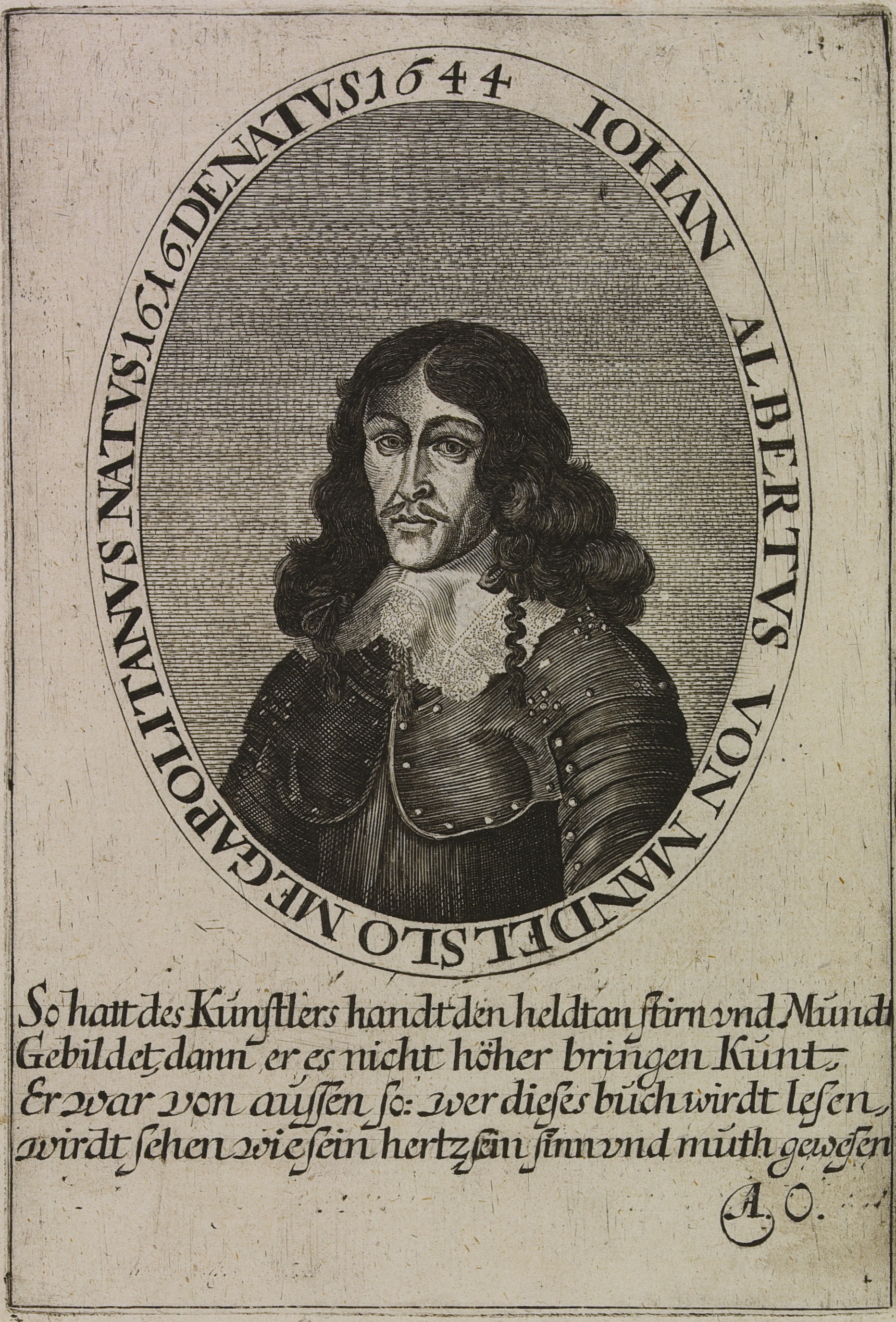
Johann Albrecht von Mandelslo; zeitgenössischer Kupferstich

Johann Albrecht von Mandelslo (* 15. Mai 1616 in Schönberg; † 16. Mai 1644 in Paris) war ein deutscher Adeliger und Reisender, der über seine Reisen durch Persien und Indien schrieb.

## Leben
Mandelslo war der Sohn des Stiftshauptmanns im Hochstift Ratzeburg, Hermann Clamor von Mandelslo, aus dem ursprünglich niedersächsischen, später auch in Mecklenburg ansässigen Adelsgeschlecht Mandelsloh und dessen Frau Anna, geb. von Pflug. Nachdem er als Junker mit einer diplomatischen Mission im Auftrag des Herzogs von Schleswig-Holstein-Gottorf nach Isfahan gereist war, trennte er sich von der Gruppe und machte sich auf den Weg nach Indien, wo er interessante Beobachtungen über das Mogulreich machte, das damals von Shah Jahan regiert wurde. Im Hafen von Surat kam er im April 1638 an, danach ging er nach Ahmedabad und Agra. Obwohl seine Beobachtungen des Lebens in der Hauptstadt nützlich sind, hörte er offenbar nichts vom Taj Mahal, das sich damals im sechsten Baujahr befand. Die Auslassung mag von seinem vorzeitigen Verlassen der Stadt stammen, das durch ein zufälliges Zusammentreffen mit dem Verwandten eines Mannes veranlasst wurde, den er in Persien getötet hatte. Repressalien befürchtend zog er sich nach Lahore zurück, bevor er seine Reise durch die südlichen Provinzen des Reiches fortsetzte und weiter in den Fernen Osten reiste. Mandelslo ist ein einnehmender und fröhlicher Autor, dessen Enthusiasmus für wahlloses Schießen von Wild (einschließlich Schlangen, Büffel und Affen) ihn bei seinen indischen Reisebegleitern nicht beliebt machte. Sein Freund Adam Olearius (1599–1671) gab seine Reisebeschreibung zuerst heraus. Sein Werk wurde früh in andere Sprachen übersetzt. Eine moderne englische Ausgabe erschien z. B. auch in der Sammlung The Broadway Travellers.

## Namensvarianten
Johann Albrecht von Mandelslo, Johann Albrecht von Mandelslow, Johan A. von Mandelslo, Jean-Albert de Mandelslo, Johan A. von Mandelslow, Jean Albert de Mandelslo, Johann Albrecht von Mandelsloh, Johan Albrecht von Mandelslo, Johan Albrecht von Mandelslow, Johan Albrecht van Mandelslo, Mandelslohe

## Werke
- Des HochEdelgebornen Johan Albrechts von Mandelslo Morgenländische Reyse-Beschreibung. Worinnen zugleich die Gelegenheit und heutiger Zustand etlicher fürnehmen Indianischen Länder, Provincien, Städte und Insulen sampt derer Einwohner Leben, Sitten, Glauben und Handthierung: wie auch die Beschaffenheit der Seefahrt über das Oceanische Meer. Heraus gegeben Durch Adam Olearium. Mit desselben unterschiedlichen Notis oder Anmerckungen, wie auch mit vielen Kupfferplaten gezieret. Schleswig: Johan Holwein 1658 (Digitalisat)
- Adam Olearius: Offt begehrte Beschreibung Der Newen Orientalischen Reise / So durch Gelegenheit einer Holsteinischen Legation an den König in Persien geschehen : Worinnen Derer Orter und Länder / durch welche die Reise gangen / als fürnemblich Rußland / Tartarien und Persien / sampt ihrer Einwohner Natur / Leben und Wesen fleissig beschrieben / und mit vielen Kupfferstücken / so nach dem Leben gestellet / gezieret / Durch M. Adamum Olearium, Ascanium Saxonem, Fürstl: Schleßwig-Holsteinischen Hoff-mathemat. Item Ein Schreiben des WolEdeln [et]c. Johann Albrecht Von Mandelslo : worinnen dessen OstIndianische Reise über den Oceanum enthalten ; Zusampt eines kurtzen Berichts von jetzigem Zustand des eussersten Orientalischen KönigReiches Tzina, Schleswig 1647 (Digitalisat Wolfenbüttel)

(englisch) The Voyages and Travels of the Ambassadors from the Duke of Holstein … Whereto are Added the Travels of J. Albert de Mandelslo … into the East-Indies, tr. John Davies. London: Dring and Starkey 1662

### Stammbuch
Von 1634 bis 1640 führte Mandelslo ein Stammbuch, das heute im Schiller-Nationalmuseum Deutsches Literaturarchiv Marbach am Neckar verwahrt wird.